# Gaspar Agulló
Gaspar Agulló, (Xàtiva, ca. 1480 - ?, 16 de març 1522), va ser capità general de la Germania de Xàtiva.
Una de les causes principals per les quals la Germania va arrelar amb força a Xàtiva va ser la impunitat davant la justícia dels titulars dels senyorius que envoltaven la ciutat. No obstant això, va ser l'única població de reialme que va oferir refugi al virrei després de la seua fugida de València. Però Diego Hurtado de Mendoza es va guanyar l'odi dels agermanats xativins quan es va negar a afavorir la causa de la ciutat davant les agressions jurisdiccionals dels Crespí, senyors de Sumacàrcer.
Greus tumults provocaren la sortida de Xàtiva del virrei, que va haver de traslladar-se a la ciutat de Dénia, centre del marquesat dels Sandoval. Xàtiva va quedar llavors sota el domini absolut dels agermanats, liderats pel seu síndic Valladolid i pel capità Gaspar Agulló. Les persecucions i matances dels mascarats, es van iniciar a l'agost del 1520, els traïdors a la Germania. El març de 1521 es van abolir, com es va fer València, tots els impostos i, entre abril i juny, els nobles van abandonar definitivament la ciutat davant el perill que corrien les seues vides. Al juliol, Esteve Urgellés, capità general de les tropes agermanades, va iniciar el setge de la gran fortalesa de Xàtiva.
L'alcaid de la mateixa, Baltasar Mercader, i Gil de Ateca, custodi del duc de Calàbria, pres en ella, van comprendre que no hi havia defensa possible i, amb la conformitat del duc, van iniciar converses amb el capità Gaspar Agulló per a entregar el castell en les millors condicions de capitulació. El 14 de juliol la fortalesa va caure en mans de la Germania.
El desembre de 1521 i, una vegada capitulada la ciutat de València, el virrei es va proposar la presa de Xàtiva. El 8 de desembre de 1521 es trobava davant les seues muralles defensades pels efectius capitanejats per Agulló, els quals van aconseguir rebutjar el primer atac. Dies després, el marqués del Cenete, que havia estat nomenat subrogat de governador, va arribar a Xàtiva per a procurar la seua rendició per mitjans diplomàtics. El marqués gairebé va aconseguir el seu objectiu en arribar a un acord amb Gaspar Agulló i els síndics agermanats, però l'actuació del capità de València, Vicent Peris, va fer fracassar la negociació i va posar en perill la vida del marqués, qui finalment va ser portat presoner al castell. Agulló va acudir per presentar els seus respectes a Cenete i suplicar-li que no es procedira criminalment contra cap agermanat de Xàtiva, ja que ningú desitjava la seva mort.
El 9 de febrer de 1522, el marqués va ser alliberat gràcies a Agulló, qui li va oferir la seva casa mentre es mantenia a Xàtiva. Però Agulló va continuar lluitant contra les tropes del virrei i saquejant els llocs de mudèjars propers a Xàtiva en busca de provisions.
Així, el 5 de març de 1522, amb mil homes saquejà les poblacions mudèjars de la Valldigna, i el 9 de març amb nou-cents homes va saquejar Carlet i Benimodo. Agulló va donar crèdit al missatge de l'Encobert quan aquest personatge llegendari va aparèixer a Xàtiva i, junts, es van enfrontar el 16 de març de 1521 al virrei, però van ser vençuts prop de Canals. En la batalla va morir Agulló, el seu cap va ser enviada pel virrei al seu germà, el marqués de Cenete, perquè fos exposada en una de les portes de la ciutat de València.